# Rosse honingeter
De rosse honingeter (Pycnopygius ixoides) is een zangvogel uit de familie Meliphagidae (honingeters).

## Verspreiding en leefgebied
Deze soort is endemisch in Nieuw-Guinea en telt vier ondersoorten:
- P. i. ixoides: van de Vogelkop tot zuidelijk-centraal Nieuw-Guinea.
- P. i. proximus: noordelijk-centraal Nieuw-Guinea.
- P. i. unicus: noordoostelijk Nieuw-Guinea.
- P. i. finschi: zuidoostelijk Nieuw-Guinea.

## Status
De grootte van de populatie is niet gekwantificeerd maar de soort wordt omschreven als schaars. Op de Rode lijst van de IUCN heeft deze soort de status niet bedreigd.